# Атила Сабо (атлетичар)
Атила Сабо (мађ. Attila Szabó; Будимпешта, 16. јул 1984) је свестрани мађарски атлетичар, који се такмичио у десетобоју и седмобоју.
У току вишегодишње каријере (2003—13) био је 7 пута првак Мађарске, учествовао је на Летњим олимпијским играма 2012. Светском првенству 2009. и европским првенствима, али без већег успеха. Највећи успех до данас му је освајање трећег места на Летњој универзијади у Београду, када је освојио треће место у седмобоју и освојио бронзану медаљу.

## Лични рекорди
| Дисциплина    | Десетобој | Седмобој (двор.) |
| ------------- | --------- | ---------------- |
| 60 м          | -         | 7,06             |
| 100 м         | 10,96     | -                |
| Скок удаљ     | 7,45      | 7,19             |
| Бацање кугле  | 15,22     | 15,06            |
| Скок увис     | 2,02      | 1,90             |
| 400 м         | 49,70     | -                |
| 60 м препоне  | -         | 7,06             |
| 110 м препоне | 14,52     | -                |
| Бацање диска  | 47,61     | -                |
| Скок мотком   | 4,60      | 4,50             |
| Бацање копља  | 68,78     | -                |
| 1.000 м       | -         | 2,50,41          |
| 1.500 м       | 4:40,77   | -                |
| Укупно        | 8.003     | 5.723            |